# Freikorps Oberland
Freikorps Oberland, även benämnt Bund Oberland och Kameradschaft Freikorps und Bund Oberland, var en tysk frikår som existerade under Weimarrepublikens första tid. Freikorps Oberland bekämpade kommunister samt revolterande polacker i Oberschlesien.

## Medlemmar i urval
- Sepp Dietrich
- Anton Dunckern
- Fritz Fischer
- Karl Gebhardt
- Richard Hildebrandt
- Heinrich Himmler
- Emil Maurice
- Erwin Schulz

### Webbkällor
- ”Freikorps Oberland, 1919-1921” (på tyska). Historisches Lexikon Bayerns. Arkiverad från originalet den 3 december 2012. https://www.webcitation.org/6Ce1WCtsj?url=http://www.historisches-lexikon-bayerns.de/artikel/artikel_44350. Läst 3 december 2012.